# Aliboron
Aliboron es un género de escarabajos longicornios de la tribu Agapanthiini.

## Especies
- Aliboron antennatum J. Thomson, 1864
- Aliboron bukidnoni Vives, 2005
- Aliboron granulatum Breuning, 1966
- Aliboron laosense Breuning, 1968
- Aliboron wongi Hüdepohl, 1987